# Acacia cochlearis
Acacia cochlearis é uma espécie de leguminosa do gênero Acacia, pertencente à família Fabaceae.